# Svenska Bandyförbundet
Der Svenska Bandyförbundet (SBF) ist der nationale Bandyverband in Schweden. Er wurde am 5. April 1925 in Stockholm gegründet und war 1955 Gründungsmitglied des Bandy-Weltverbandes Federation of International Bandy (FIB).

## Geschichte
Vor der Gründung des Verbandes war die Organisation des Bandy in Schweden Aufgabe des nationalen Fußballverbandes Svenska Fotbollförbundet.
Der Svenska Bandyförbundet wurde am 5. April 1925 in Stockholm gegründet und hatte zu Beginn 49 Vereine als Mitglieder. Erster Vorsitzender wurde der 39-jährige Arzt Sune Almkvist, der den Verband bis 1950 anführte. Am 26. August 1925 erfolgte die Aufnahme in den Riksidrottsförbundet. Ein Jahr später gehörten 198 Vereine dem Verband an. Diese Zahl stieg weiter an und erreichte Anfang der 1950er mit 863 Vereinen den Höhepunkt. Danach sank die Anzahl auf 670 im Jahr 1975 und 334 im Jahr 2004. Der Verband war 1955 Gründungsmitglied des Weltverbandes FIB. Bis Juli 2008 hatte der Verband seinen Sitz in Katrineholm, zog dann aber in die Hauptstadt.
Die Bandy-Weltmeisterschaft richtete Schweden 1963, 1969, 1971, 1979, 1987, 1997, 2001 (zusammen mit Finnland), 2004, 2006, 2009 und 2013 aus. Die Bandy-Weltmeisterschaft der Damen 2008 fand ebenfalls in Schweden statt.

## Nationalmannschaften
Die Schwedische Bandynationalmannschaft der Herren gilt nach der russischen Auswahl als die beste der Welt. Bis 2014 gewann die Auswahl elfmal die Weltmeisterschaft sowie 16 Silber- und sieben Bronzemedaillen.
Die Schwedische Bandynationalmannschaft der Damen gewann alle sechs bis 2012 ausgetragenen Weltmeisterschaften vor der russischen Auswahl.

## Vorsitzende
- 1925–1950: Sune Almkvist
- 1950–1961: Gunnar Galin
- 1961–1964: Mauno Gorsman
- 1964–1970: Arne Argus
- 1970–1983: Pontus Widén
- 1983–?: Sten Lindström
- ?–?: Staffan Söderldund
- ?–?: Owe Svensson
- 2002–2006: Seppo Vaihela
- seit 2006: Håkan Ramsin